# Chiliódendro
Chiliódendro (Chiliodendro) är en ort i Grekland.   Den ligger i prefekturen Nomós Kastoriás och regionen Västra Makedonien, i den norra delen av landet, 400 km nordväst om huvudstaden Aten. Chiliódendro ligger 691 meter över havet och antalet invånare är 610.
Terrängen runt Chiliódendro är kuperad åt nordväst, men åt sydost är den platt. Runt Chiliódendro är det ganska glesbefolkat, med 47 invånare per kvadratkilometer. Närmaste större samhälle är Kastoria, 7,2 km nordost om Chiliódendro. Trakten runt Chiliódendro består till största delen av jordbruksmark.